# 홀로아리랑
<홀로아리랑>은 서유석이 부른 노래이다. 독도 서사시를 소재로 한돌이 작사·작곡했다.
독도의 관련된 내용이 들어있다.

## 같이 보기
- 독도
- 독도는 우리 땅